# Seethanagaram, Vizianagaram
Seethanagaram hay Seeta Nagaram là một mandal thuộc huyện Vizianagaram, bang Andhra Pradesh.